# Красное (Бахмачский район)
Кра́сное (укр. Красне) — село, расположенное на территории Бахмачского района Черниговской области (Украина).

## Происхождение названия
Название с. Красное происходит от старославянского «красне»- красивое

## Персоналии
В с. Красное родились:
- Мельников Ювеналий Дмитриевич (23.04.1868—07.05.1900) — основатель первых марксистских кружков на территории Российской империи
- Пучкивский Александр Митрофанович (06.04.1881—14.12.1937) — основатель школы украинской отоларингологии
- Косенко Михаил Васильевич (07.09.1938 г. р.) — известный деятель украинской ветеринарной медицины, академик, член-корреспондент Украинской академии аграрных наук, доктор ветеринарных наук, профессор.

## География
Расположено на трассе «Батурин-Конотоп», в 19 км от г. Конотоп, Сумской области, в 44 км от районного центра- г. Бахмач, в лесо-степной зоне, в долине р. Сейм, которая протекает севернее, в 7 километрах. Поверхность, в большинстве своем, равнинная; климат- умеренно континентальный, умеренный. На юг от села, на расстоянии 7 км от него, находится станция Халимоново, Юго-Западной железной дороги. На территорий села имеются пруды (ставки), созданные путём возведения дамб по речищу бывших рек: Ворошиловский, Чернецкий, Скаловский, Мусиевский, Слободской, Базовской, Лиман.

## История

### Древнейшие времена
Первые люди на территории с. Красное селились с древнейших времен. Так, вблизи хутора Пироговка, было обнаружено поселение времен неолита, а в урочище Сериковы сосны, неподалёку от Сейма- неолитичное поселение культуры ямочно-гребенчатой керамики. Также, на территории села, на берегу Базовского пруда, археологами были обнаружены остатки древнерусского городища.

### Казацкое государство. В составе Российской империи
Первое письменное упоминание о селе Красном относится к 30-м годам ХVІІ-го века. Большая часть крестьян была свободными казаками. До нашего времени сохранилось название одной из улиц села- «Слобода», которая была одним из центров казацких поселений. В средине XVII века Красное уже было большим селом.
Согласно переписи 1654 года в Красном насчитывалось 67 казацких дворов и 160 мещанских. С 1649 года казаки с. Красного входили в Батуринскую сотню, которая сначала подчинялась Борзнянскому полку, потом, до 1654-го, Черниговскому, а ещё позже, до 1782 г., Нежинскому полку, до уничтожения остатков украинской самостоятельности.
Согласно акту 1655 года Красное упоминается, как городок, в котором имеется тайный подземный ход от крепости к воде. Расположено оно было на берегу реки Вовняна, которая в то время была значительной водной преградой. Большинство населения занималось земледелием, был развит мельничный промысел. Освободительная война принесла значительное облегчение украинским крестьянам.
На территории Гетманщины была упразднена панщина, фактически крестьяне становились свободными от помещиков, получали землю, которую могли самостоятельно обрабатывать.
Фактически, территория Красного была пограничной с Московским царством, что сыграло свою роль в его истории.
Село постоянно находилось вблизи военных действий. Так, в 1659 году красненские казаки принимали участие в Конотопской битве, которая стала значимым образцом казацкого мужества и военного искусства.
Другим тяжелым испытанием для села была война между Россией и Швецией и уничтожение соседнего Батурина в 1708 г. Со временем, права украинских крестьян всё больше урезались российской властью до полного закрепощения, так же как и других народов Российской империи. Не без молчаливого согласия и даже помощи украинской элиты, которая легко меняла привилегии казацкой старшины на российские дворянские привилегии.
Но в 1736 году с. Красное, судя по архивным данным, было всё ещё казацким селом. Согласно гражданской ведомости в Красном было 146 казаков выборных и 25 посполитых. Дальше, согласно церковным записям, существует такая статистика: в 1770 г. в селе жило 1538 мужчин и 1587 женщин; в 1790 г.- 1610 мужчин и 1720 женщин; в 1850 г.- 1599 мужчин и 1745 женщин, в 1860 г.- 1645 мужчин и 1820 женщин.
В XIX веке село Красное было волостным центром Краснянской волости Конотопского уезда Черниговской губернии.
В 1897 г. в селе было 923 двора и насчитывалось 5157 жителей, были построены две церкви- в 1894-м Казацкая церковь, в 1905-м- церковь Рождества Богородицы.

### Революционное движение. Гражданская война
Двадцатый век село Красное встретило в составе Черниговской губернии, Малороссийского генерал-губернаторства Российской империи. В это время его население составляло около 5 тысяч человек. В селе было несколько заезжих дворов, лавки, несколько ветряных мельниц и крупорушок. При селе работал завод Зороховича, который вырабатывал спирта больше чем на 40 тысяч рублей в год(?). В 1905 году была построена церковь Рождества Богородицы, кроме того в селе существовала земская школа, которая насчитывала 4 класса. Основными предметами были закон Божий, арифметика и грамматика. На конец XIX века в селе Красном было до 7000 десятин земли, которая, в основном, находилась в руках крупных землевладельцев, помещиков Заньковича, Поплавского, Пулковского, полковника Угодовского.
Начало века ознаменовалось и началом революционных движений. Уроженец села Красного Ювеналий Дмитриевич Мельников (1868—1900) был одним из организаторов первых марксистских кружков на территории Российской империи, а именно в Харькове, Ростове-на-Дону, Киеве. Во время революции 1905—1907 годов крестьяне принимали участие в разгроме экономии сахарозаводчика Терещенка на станции Калиновка (ныне ст. Халимоново), где работало значительное количество краснян. Затем Красное вместе со всей империей погрузилось в водоворот революции и Гражданской войны, которая развела по разные стороны баррикад бывших друзей, соседей и родственников. Житель села, Болячевец К. Е., лично принимал участие в вооруженном восстании в Петрограде, Сердюк И. А. принимал участие в подавлении восстания в Кронштадтской крепости.
Некоторые жители села, такие как Галицкий Г. и Швыдкий Г. влились в ряды контрреволюцийных сил, другие, чекисты Луценко П. Ф., Илляшенко К. Г., взводные командиры комсомольского отряда Пушкарь Ф. О., Бут Ф. Д., Коломиец И., Рубан И. М., Сердюк Г. А. наоборот воевали на стороне большевиков. Это только небольшая часть людей, о которых остались воспоминания, но в войну были втянуты все без исключения, не было человека, который бы от неё не пострадал. Весной 1918 г. село подверглось оккупации немецких войск во время правления гетмана Скоропадского, а 26 января 1919 г. в Красное ввошла Красная армия. Впервые советскую власть в селе установили в январе 1918 года, позже она укрепилась окончательно.

### Коллективизация. Голод. Репрессии.
Первым председателем революционного комитета стал Олекса Г., после него эту должность занимали Панюта И. Д., Петрук М. З., Рубан И. М., Потиенко М. М. В 1919 г. в селе создана первая коммунистическая организация, которая насчитывала около 20 членов. В 1922 г. была создана комсомольская организация. Именно коммунисты и комсомольцы стали в селе опорой для «молодого советского государства», которой был необходим хлеб и другие сельскохозяйственные продукты для построения коммунизма, но которая столкнулась с непониманием и сопротивлением крестьян, которые не хотели даром отдавать то, что было выращено их собственным трудом. В конце концов, советская власть приняла единственно правильное для себя решение, отменив частную собственность, а крестьян добровольно-принудительно согнав в коллективные хозяйства. Таким образом, в мае 1929 года в селе было организовано первое ТСОЗ. Инициаторами его создания формально стали Бондарь М. Е., Лыбань О. О., Косенко И. П., Рубан И. В., Сердюк Г. П., Скрипка Е. П. Первым председателем стал Бондарь М. Е. А до 1933 г. в селе было создано ещё 6 колхозов.
Но коллективизация столкнулась с сопротивлением крестьян, особенно в голодные 1932—1933 гг. Крестьяне, которым самим нечего было есть, как могли сопротивлялись действиям «красной метлы», которая стремилась вымести всё до последнего зернышка с крестьянских хозяйств. Был застрелен из револьвера один из инициаторов создания колхозов В. Покрова, который возвращался домой с заседания правления колхоза. Люди пытались спрятать хлеб, отказывались его сдавать, а советская власть, в то время, как они умирали от голода, не разрешала им собирать не убраные колоски, гоняли их их с полей батогами. 11.08.1933 г. бюро Бахмачского райкома КП(б)У направило в суд дело в отношении председателя колхоза им. Ворошилова нашего села за то, что он разрешил колхозникам собирать колоски для собственных нужд.
Житель села, Петровський Николай получил 2 года заключения за 2 килограмма собранных колосков. Сохранилась докладная записка от уполномоченного по с. Красное Сливы, который жаловался, что заведующий колхозной коморой Сердюк и учетчик Покрова вместе с другими колхозниками колхоза им. Ворошилова отказались выдать из колхозного склада хлеб для вывоза в МТС.
В те времена были репрессированы жители села Сибиль Иван Григорьевич, Сибиль Николай Григорьевич, Сибиль Афанасий Иванович, Сибиль Семен Иванович, Сибиль Алексей Иванович, Сова Семен Федорович, Сова Федор Григорьевич, Боярчуки: Илья, Афанасий, Филип. Это фамилии тех немногих, о которых люди ещё помнят, сколько их было на самом деле пока не известно. Село пострадало вследствие голода 1932-33 годов.
В Национальной книге памяти есть такие имена краснян, жертв голода: * Барыш Василий Павлович, 12 лет., 1933 г., голод * Дейнеко Агафия Марковна, 1933 г., голод * Дорош Ефим […], 90 л., 1933 г., голод * Жалий Иван Николаевич, 35 л., 1933 г., голод * Жалий Евгения Ефимовна, 80 л., 1933 г., голод * Жалий Мария Николаевна, 20 л., 1933 г., голод * Жалий Николай Степанович, 70 л., 1933 г., голод * Жалий Ульяна Николаевна, 20 л., 1933 г., голод * Коросташивец Гаврило […], 1933 г., голод * Коросташивец Петр […], 1933 г., голод * Криницкая Наталия […], 10 л., содержанец, 1933 г., голод * Лыбань Михаил Михайлович, 6 л., 1933 г., голод * Лыбань Наталия […], 1933 г., голод * Луценко Ульяна […], 1933 г., голод * Микитенко Федор […], 40 л., 1933 г., голод * Онищенко […] Павловна, 1933 г., голод * Онищенко Павел Антонович, 1933 г., голод * Откидач Ульяна Степановна, 1933 г., голод * Петрук Андрей […], 10 л., содержанец, 1933 г., голод * Петрук Єфросиния […], содержанец, 1933 г., голод * Петрук Сергей […], 11 л., содержанец, 1933 г., голод * Рыбная Анна […], 8 л., содержанец, 1933 л., голод * Резник Евдокия Андреевна, 56 л., содержанец, 1933 г., голод * Резник Ефим Савич, 58 л., 1933 г., голод * Сова Григорий Павлович, 53 л., 1933 г., голод * Сова Михаил. Согласно официальным данным «Национальной книги памяти жертв голодомора 1932-33 годов» в селе Красном от голода умерло 29 человек. В 1937-39-м годам председателем сельского совета была Мирошниченко Е. М.

### Вторая мировая война и Красное
9 сентября 1941 года село было оккупировано немецкими войсками. Они расправились с активистами села, расстреляли 23 человека. Среди них- председателя сельского совета Мирошниченко Евдокию Никитичну, Лыбань Оксану Александровну, Назаренко Анну Денисовну, Косенко Ивана Петровича и других. Многих юношей и девушек забрали в рабство в Германию. Только 6-го сентября 1943 года село было освобождено Советскими войсками. Всего на фронтах Великой Отечественной сражались 1014 жителей села, 418 из них были награждены орденами и медалями, 462 наших односельчан отдали свою жизнь ради долгожданной победы. В 1956 году на могиле воинов, погибших в бою за освобождение села был установлен памятник.

### Вторая половина ХХ-го века
После освобождения села от немецко-фашистских захватчиков и окончания войны началось отстраивание села, жизнь постепенно переходила в мирное русло. В 1950 году произошло первое объединение колхозов, вместо семи, как это было раньше их стало только три: «Красная звезда», «Новая жизнь» и «Имени Шевченко». А в 1959 году все колхозы объединили в один большой- «Октябрь». Колхоз специализировался на выращивании зерновых и технических культур, мясо-молочном животноводстве. Значительные площади были засеяны сахарной свеклой. За колхозом закреплено 6210 га сельскохозяйственных угодий, в том числе 4300 га орной земли. Повышается уровень жизни крестьян, их культурный уровень, полностью была ликвидирована неграмотность. Улучшилось благоустройство села. За годы советской власти построено две школы: среднюю, на 17 классных комнат, и начальную, на две классные комнаты. Открыто больницу на 35 мест, аптеку, детские ясли, на 115 детей. Начали строить новые дома колхозники.
22 февраля 1975 года председателем колхоза «Октябрь» стал Мищенко М. С. Во время его председательства в селе произошло много перемен. Закончено строительство Дома культуры на 400 мест, которое было начато в 1966 году. В Доме культуры разместилась сельская библиотека з книжным фондом 14,4 тыс. экземпляров. Помещение больницы переоборудовал под участковую амбулаторию, где на то время работали 2 врача и 9 медработников. Построили новое помещение отдела связи со сберкассой. 1976 году построили контору колхоза «Октябрь», детский сад «Світанок» на 100 мест, пожарную охрану, автогараж, тракторный стан, зерновой ток. Колхоз стал одним из лучших в районе. В годы независимости центральную улицу села (бывшую Ленина) переименовали в улицу Мищенка, в честь человека, который так много сделал для села Красное.

### Наше время
В годы независимости сохраняется стойкая тенденция к сокращению численности населения села, как за счет высокой смертности и низкой рождаемости, так и за счет того, что молодежь выезжает жить и работать в города. Подавляющее количество жителей или пенсионеры или, как и раньше, работают в местном сельскохозяйственном предприятии. Колхозные имущество и земля были разделены между бывшими членами колхоза и если большинство уже продали свои имущественные сертификаты, то земля остается в собственности крестьян, её они сдают в аренду предприятиям, которые ежегодно выплачивает им арендную плату в натуральном виде. Во многих хозяйствах имеются коровы, лошади. Сдача молока и откорм скота для продажи является важной составляющей в бюджете крестьян. Также у некоторых жителей села имеются трактора, работа на которых приносит их собственникам существенную прибыль. В 2009- 2010-м годах село было газифицировано за счет крестьян.
В селе имеется Храм Казанской иконы Божьей Матери размещенный в приспособленом помещении. Парафия УПЦ Московского Патриархата.

## Интернет-ссылки
- Сайт села Красное
- Историческая информация о селе Красное
- Погода в селе